# Чёрный, Павел Прохорович
Павел Прохорович Чёрный (1915—1998) — участник Великой Отечественной войны, Герой Советского Союза.

## Биография
Родился 17 ноября 1915 года в селе Галенск ныне Стародубского района Брянской области в семье крестьянина. После окончания семилетней школы и агрономических курсов работал агрономом колхоза «Наш путь».
До войны проходил срочную службу в армии на Дальнем Востоке. После демобилизации работал участковым уполномоченным Стародубского и Унечского районных отделов милиции.
На фронтах Великой Отечественной войны с сентября 1941 года. Особо отличился в Берлинской операции.
Механик-водитель самоходной артиллерийской установки 75-го самоходно-артиллерийского полка (1-й механический корпус, 2-я гвардейская танковая армия, 1-й Белорусский фронт) старшина П. П. Чёрный первым форсировал Берлин-Шпандауэр канал. Переправившись противоположный берег и умело маневрируя в лесной местности, прямой наводкой уничтожил две зенитные пушки, пять пулемётных гнезд, а четыре миномётные точки раздавил гусеницами. Сопротивление врага было сломлено. Советские войска ворвались в Берлин и завязались уличные бои, в ходе которых экипаж САУ, механиком-водителем которой служил П. П. Чёрный, подавил 5 зенитных орудий, уничтожил 20 фаустников и несколько миномётных расчётов.
Указом Президиума Верховного Совета СССР Черному Павлу Прохоровичу 31 мая 1945 года было присвоено звание Героя Советского Союза. Также награждён также орденами Ленина, Отечественной войны 1 степени, Славы 3 степени, медалями.
В 1945 году демобилизован. Вернулся в Стародуб, где продолжал трудиться военруком в школе, заместителем директора школы-интерната по хозяйственной части, заведующим хозяйством Стародубского районо.
Умер 8 февраля 1998 года, похоронен в Стародубе.